# Milton Hatoum

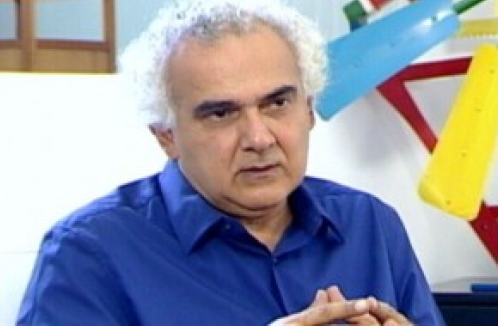
Milton Hatoum

Milton Hatoum (* 19. August 1952 in Manaus, Amazonas, Brasilien) ist ein brasilianischer Schriftsteller libanesischer Herkunft.

## Leben
1968 ging Hatoum von Manaus nach Brasília und anschließend nach  São Paulo, wo er Architektur studierte. Mit einem Stipendium studierte er ab 1979 in Madrid und Barcelona und anschließend als Postgraduierter an der Pariser Sorbonne. 1984 kehrte er nach Manaus zurück und unterrichtete französische Literatur an der Universidade Federal do Amazonas und als  Gastdozent für brasilianische Literatur an der University of California in Berkeley. 1989 erschien sein erster Roman Relato de um certo Oriente, für den er zum ersten Mal den Jabuti-Literaturpreis erhielt. Für seinen zweiten Roman, erschienen im Jahr 2000, erhielt er ebenfalls den Jabuti-Preis. 
Beide Romane reflektieren die Spannungen im Leben libanesischer  Einwanderer, die sich durch das Leben in zwei unterschiedlichen Welten, dem tropischen des Amazonasgebietes und dem eigenen kulturellen Hintergrund ergeben. 
In seinen beiden Romanen  Dois Irmãos und Cinzas do Norte übt Hatoum Kritik an der brasilianischen Militärdiktatur. 
Hatoums Romane wurden ins Italienische, Englische, Französische, Deutsche  und Spanische übersetzt. Hatoum hat u. a. Werke von George Sand und Gustave Flaubert ins Portugiesische übersetzt.
2018 wurde er für A Noite da Espera mit dem Prêmio Juca Pato ausgezeichnet.

## Werke
- Emilie oder der Tod in Manaus. Roman. Aus dem brasilianischen Portugiesisch von Karin von Schweder-Schreiner. Piper, München/Zürich 1992, ISBN 3-492-03502-7. (Originaltitel: Relato de um certo oriente).
- Brief aus Manaos. Roman. Aus dem brasilianischen Portugiesisch von Karin von Schweder-Schreiner. Suhrkamp, Frankfurt am Main 2002, ISBN 3-518-39930-6. (Originaltitel: Relato de um certo oriente).
- Zwei Brüder. Roman. Aus dem brasilianischen Portugiesisch von Karin von Schweder-Schreiner. Suhrkamp, Frankfurt a. M. 2002, ISBN 3-518-41364-3. (Originaltitel: Dois irmãos).
- Asche vom Amazonas. Roman. Aus dem brasilianischen Portugiesisch von Karin von Schweder-Schreiner. Suhrkamp, Frankfurt am Main 2008, ISBN 978-3-518-42015-7. (Originaltitel: Cinzas do norte).
- Die Waisen des Eldorado. Der Mythos von der verzauberten Stadt. Aus dem brasilianischen Portugiesisch von Karin von Schweder-Schreiner. Berlin-Verlag, Berlin 2009, ISBN 978-3-8270-0502-1. (Originaltitel: Orfãos do Eldorado).
- A Noite da Espera. Companhia das Letras, São Paulo 2017, ISBN 978-85-359-2992-8.
- Pontos de Fuga. Companhia das Letras, São Paulo 2019, ISBN 978-85-359-3288-1.